# If I Did It
If I Did It é um livro do ghost-writer Pablo Fenjves e de O. J. Simpson, no qual Simpson apresenta uma descrição "hipotética" dos assassinatos de Nicole Brown Simpson e Ronald Goldman. O ex-gerente de Simpson, Norman Pardo, afirmou que Simpson não estava envolvido na redação do livro, mas aceitou, contra o conselho de Pardo, US $ 600.000 da ReganBooks e News Corporation para dizer que ele havia escrito e conduzido uma entrevista.
Simpson foi absolvido dos assassinatos em um julgamento criminal (Califórnia vs. Simpson), mas depois foi considerado financeiramente responsável em um julgamento civil. Embora o lançamento original do livro tenha sido cancelado pouco depois de anunciado em novembro de 2006, foram impressas 400.000 cópias físicas do livro original e, em junho de 2007, cópias dele vazaram online.
Em agosto de 2007, um tribunal de falências da Flórida concedeu os direitos do livro à família Goldman para satisfazer parcialmente o julgamento civil. O título do livro foi mudado para If I Did It: Confessions of the Killer e esta versão foi publicada pela Beaufort Books, uma editora de Nova York de propriedade da empresa-mãe Kampmann & Company/Midpoint Trade Books. Comentários foram acrescentados ao manuscrito original pela família Goldman, Fenjves, e pelo jornalista Dominick Dunne. O novo design da capa imprimiu a palavra "If" muito reduzida em tamanho em comparação com as outras palavras, e colocada dentro da palavra "I".